# Déserts turaniens à hiver froid
Les déserts turaniens à hiver froid sont un bien inscrit au patrimoine mondial depuis 2023. Bien transnational, il comprend quatorze sites répartis au Kazakhstan, en Ouzbékistan et au Turkménistan dans la dépression du Touran, une zone aride de l'Asie centrale, à l'est de la mer Caspienne. Soumise à des hivers froids et des étés chauds, la région possède une biodiversité importante, adaptées aux conditions rigoureuses de ce désert.

## Historique
Le Kazakhstan, l'Ouzbékistan et le Turkménistan inscrivent chacun en 2020-2021 une proposition intitulée Cold winter deserts of Turan  sur leur liste indicative respective, préalable nécessaire à tout examen d'inscription (le Turkménistan le 18 décembre 2020, le Kazakhstan le 7 janvier 2021 et l'Ouzbékistan le 29 janvier 2021).
En juillet 2023, le bien est inscrit au patrimoine mondial lors de la 45e session du Comité.

## Sites
Le bien inscrit comprend quatorze sites.
| N°       | Site                     | Pays         | Superficie (ha) | Zone tampon (ha) | Coordonnées                  | Illus. |
| -------- | ------------------------ | ------------ | --------------- | ---------------- | ---------------------------- | ------ |
| 1693-001 | Altyn-Emel est           | Kazakhstan   | 13 019          | 255 684          | 44° 01′ 33″ N, 79° 02′ 03″ E |        |
| 1693-002 | Altyn-Emel central       | Kazakhstan   | 5 644           | 255 684          | 43° 53′ 37″ N, 78° 39′ 21″ E |        |
| 1693-003 | Altyn-Emel ouest         | Kazakhstan   | 33 306          | 255 684          | 43° 59′ 07″ N, 78° 18′ 15″ E |        |
| 1693-004 | Île de Barsa-Kelmes (en) | Kazakhstan   | 50 884          | 19 639           | 45° 39′ 14″ N, 59° 56′ 14″ E |        |
| 1693-005 | Qasqaqulan (kk)          | Kazakhstan   | 109 942         | 26 670           | 45° 42′ 57″ N, 61° 01′ 47″ E |        |
| 1693-006 | Bereketli Garagum (en)   | Turkménistan | 87 400          | 30 745           | 39° 36′ 22″ N, 59° 39′ 39″ E |        |
| 1693-007 | Gaplaňgyr (en)           | Turkménistan | 926 203         | 22 950           | 41° 34′ 27″ N, 57° 29′ 10″ E |        |
| 1693-008 | Repetek                  | Turkménistan | 34 600          | 47 324           | 38° 36′ 06″ N, 63° 15′ 01″ E |        |
| 1693-009 | Yeradji                  | Turkménistan | 30 000          |                  | 38° 47′ 06″ N, 62° 30′ 16″ E |        |
| 1693-010 | Saïgatchy                | Ouzbékistan  | 575 335         | 219 800          | 45° 09′ 04″ N, 57° 43′ 44″ E |        |
| 1693-011 | Saïgatchy-Beleouli       | Ouzbékistan  | 21 765          | 219 800          | 44° 33′ 47″ N, 57° 13′ 08″ E |        |
| 1693-012 | Saïgatchy-Douana         | Ouzbékistan  | 23 454          | 219 800          | 45° 20′ 06″ N, 58° 27′ 04″ E |        |
| 1693-013 | Saïgatchy-Jideyli        | Ouzbékistan  | 7 746           | 219 800          | 44° 58′ 01″ N, 58° 15′ 04″ E |        |
| 1693-014 | Sud Oust-Ourt            | Ouzbékistan  | 1 447 143       |                  | 42° 04′ 52″ N, 56° 39′ 54″ E |        |